# Мирослав Лазански
Мирослав Лазански (Карловац, 18. септембар 1950 — Београд, 3. август 2021) био је српски новинар, војнополитички коментатор, политичар и дипломата. Од 2016. до 2019. године био је народни посланик у Народној скупштини Републике Србије. Средином 2019. године, именован је за амбасадора Републике Србије у Руској Федерацији.

## Биографија

### Образовање и новинарска каријера
Породица Лазански је родом из Пољске.  Рођен је у словеначкој породици у Карловцу. Његов отац инжењерски потпоручник Владимир Лазански (умро 2005), завршио је 66. класу Војне академије у Београду и био припадник Југословенске војске. Мајка му је била Велинка рођ. Живковић, Српкиња из Високог код Сарајева. Током Другог светског рата, деда и стриц су му убијени у усташком логору Јасеновац. Рођени брат његове бабе је био отац Биљане Плавшић, бивше председнице Републике Српске, тако да му је она била тетка.
У Карловцу је завршио основну школу, у Требињу средњу, а у Загребу правни факултет. Војни рок је служио 1977. у Битољу у 41. пешадијској дивизији ЈНА. Као новинар је писао за тамошње листове Полет, Вјесник, Данас и Старт. У фебруару 1991. прешао је у Београд и почео да пише за дневни лист Политика. Осим тога, писао је и за листове Политика експрес, НИН, Вечерње новости, загребачки Старт, Катимерини, Diamond weekly и Securitarian. Написао је седам књига и аутор је десетак телевизијских серијала.
Извештавао је из ратова у Авганистану, Бејруту, Чеченији, Заиру, Либану, из ирачко-иранског сукоба, током операције Пустињска олуја, за време рата у Босни и Херцеговини, Словенији, Косову и Метохији, Либији итд.
Интервјуисао је, између осталог, команданте НАТО снага генерала Бернарда Роџерса (октобра 1982) и генерала Џона Галвина (1990). Такође је интервјуисао маршала Совјетског Савеза Сергеја Ахромејева (1982), команданта Варшавског пакта Виктора Куликова (1986), министра одбране Совјетског Савеза маршала Дмитрија Јазова (1988), команданта ратне морнарице СССР, адмирала флоте Владимира Чернавина, председника Сирије — маршала и врховног команданта Сиријске арапске армије — Башара ел Асада (2016), те још тридесетак других министара одбране и начелника генералштаба различитих армија широм света.
Био је колумниста дневних новина Политика где је махом писао о војним и геополитичким темама.

### Народни посланик
На изборној листи кандидата Српске напредне странке за посланике у Скупштини Србије за изборе 2016, нашао се у групи нестраначких личности на листи коју предводи Александар Вучић.

### Амбасадор Србије у Руској Федерацији
У јулу 2019. године, Лазански је именован за амбасадора Републике Србије у Руској Федерацији.
Лазански је темељно обновио зграду амбасаде Србије уз помоћ и подршку привредника из Србије и руских партнера.

### Смрт
Преминуо је 3. августа 2021. године око 23 сата у свом дому у Београду од срчаног удара. Сахрањен је 6. августа у Алеји заслужних грађана на Новом гробљу у Београду, а сахрани су присуствовали председник Републике Србије Александар Вучић, српски члан Предсједништва Босне и Херцеговине Милорад Додик, министри Владе Републике Србије Ненад Поповић и Ратко Дмитровић, народни посланик Народне скупштине Републике Србије Владан Глишић, народни посланик Скупштине Црне Горе Марко Милачић, амбасадор Руске Федерације у Србији Александар Боцан-Харченко, директор Безбедносно информативне агенције Братислав Гашић, генерални директор Радио телевизије Србије Драган Бујошевић, бивши начелник Генералштаба Војске Србије генерал Љубиша Диковић, капетан Драган Васиљковић, генерални директор ФК Црвена звезда Звездан Терзић, новинарка Оливера Ковачевић, аналитичар Бранко Радун и други. На комеморацији која је истог дана одржана у Министарству спољних послова Републике Србије, говорили су државни секретар Немања Старовић, новинарка Љиљана Смајловић, главна и одговорна уредница Спутњика на српском језику Љубинка Милинчић и Александар Апостоловски, новинар дневног листа Политика.

## Одликовања и награде

### Одликовања
- Медаља за војничке врлине ( СФРЈ, 1977)[14]
- Орден части са сребрним зрацима ( Република Српска, 2018)[14]
- Медаља за јачање српско-руског пријатељства (Ветерани Оружаних снага Руске Федерације, 2020)[15]
- Орден за борбу против вируса корона (2021)[16]

### Награде
- Гран при "Златна Ника", за серију репортажа из Либије 2011, 16. Интерфер, Међународни фестивал репортаже у Апатину:
- Награда града Београда за новинарство (2019).[17]

## Књиге
- Јутарња патрола, 1999.[18]
- Увек постоји сутра: роман о обавештајно-шпијунским играма око Југославије и Републике Српске, и крају једне епохе, 2000.
- Истина о Српској, 2001.[19]
- Бин Ладен против Америке, 2001.[20]
- Борбени авиони, 2002.[21]
- Командоси, 2002.[22]
- Хитлер је победио, 2003.[23]
- Време издаје: Мирослав Лазански, 2008.[24]

## Филмови
- Југословенска народна армија, документарни филм
- Рат за Космет, документарни филм
- Командоси, документарни филм
- Титова соба тајни, документарни филм, редитељ[25]
- Дневник из Сирије, документарни филм[26]